# Wilhelm von Heyden-Linden

Wilhelm von Heyden-Linden

Wilhelm Helmuth Elias von Heyden-Linden (* 1. August 1842 in Dresden; † 14. März 1877 in Stettin) war ein deutscher Verwaltungsjurist. Er war Landesdirektor in Pommern.

## Leben
Wilhelm von Heyden-Linden war der älteste Sohn von August von Heyden-Linden (1813–1881) und dessen Frau Arianne Freiin von Maltzahn (1823–1851). Sein Bruder war Carl von Heyden-Linden und sein Stiefbruder war Bogislav von Heyden-Linden.
Er studierte an der Rheinischen Friedrich-Wilhelms-Universität Rechtswissenschaft und wurde 1863 mit Egmont von Brünneck, Hugo von Lerchenfeld-Köfering, Hans von Arnim und Hippolyt von Bray-Steinburg im Corps Borussia Bonn aktiv. Er bewährte sich als Senior und leitete 1864 den oKC des Kösener Senioren-Convents-Verbandes. 1865 wurde er in Bonn zum Dr. iur. promoviert. Er diente als Einjährig-Freiwilliger beim Husaren-Regiment „König Wilhelm I.“ (1. Rheinisches) Nr. 7, mit dem er in den Deutsch-Französischen Krieg zog. Nach der Ernennung zum Regierungsassessor wurde er in Stettin Landesarmendirektor. Nach der Bildung des Provinzialverbandes Pommern, wurde er 1876 auf den neu geschaffenen Posten des Landesdirektors gewählt. 1877 erkrankte er, wenige Tage nachdem er von Otto von Bismarck die Berufung nach Berlin erhalten hatte, an Diphtherie und starb nach kurzer Krankheit mit 34 Jahren. Er war ein sehr junges Ehrenmitglied seines Corps.

## Familie

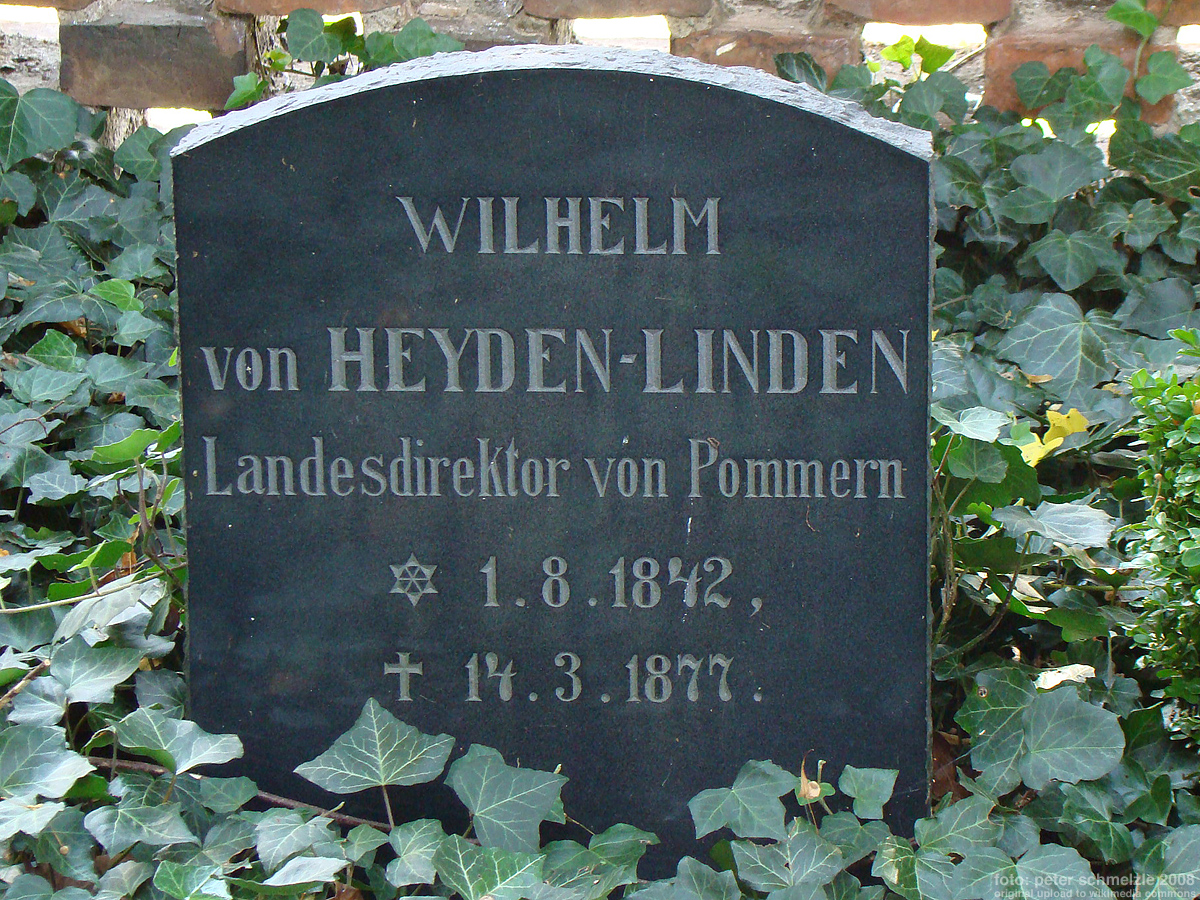
Grabmal von Wilhelm von Heyden-Linden auf dem Kirchhof in Tützpatz

Wilhelm von Heyden-Linden war seit 1871 verheiratet mit Agathe von Trotha aus dem Hause Hecklingen (1848–1917). Aus der Ehe stammten zwei Söhne und zwei Töchter. Sein ältester Sohn Albrecht von Heyden-Linden (1872–1946) erbte das Fideikommiss Tützpatz. Seine Tochter Arianne (1876–1950), mit vollständigem Namen Auguste Henriette Charlotte, heiratete 1903 Richard von der Schulenburg-Priemern.